# Žrnovo
Žrnovo är en ort i Kroatien. Den ligger i staden Grad Korčula och länet Dubrovnik-Neretvas län, i den sydöstra delen av landet, 300 km söder om huvudstaden Zagreb. Žrnovo ligger 132 meter över havet och antalet invånare är 1 302. Den ligger på ön Korčula.
Terrängen runt Žrnovo är huvudsakligen kuperad, men åt sydost är den platt. Närmaste större samhälle är Korčula, 2,2 km nordost om Žrnovo.